# El Redal
El Redal é um município da Espanha 
na província e comunidade autónoma de La Rioja, de área 8,41 km² com população de 186 habitantes (2007) e densidade populacional de 23,76 hab/km².

## Demografia
| Variação demográfica do município entre 1991 e 2004 | Variação demográfica do município entre 1991 e 2004 | Variação demográfica do município entre 1991 e 2004 | Variação demográfica do município entre 1991 e 2004 |
| --------------------------------------------------- | --------------------------------------------------- | --------------------------------------------------- | --------------------------------------------------- |
| 1991                                                | 1996                                                | 2001                                                | 2004                                                |
| 243                                                 | 216                                                 | 211                                                 | 196                                                 |

La Web del Ayuntamiento y dedicada al pueblo, donde podreis encontrar todo lo relacionado con este municipio y participar en el foro es http://www.elredal.es